# Liao Chan-šeng
Liao Chan-šeng (čínsky pchin-jinem Liào Hànshēng, znaky zjednodušené 廖汉生; 14. listopadu 1911 — 5. října 2006) byl čínský voják a politik tchuťiaské národnosti. Od roku 1927 se zapojil do rolnického hnutí, od roku 1929 se v řadách čínské Rudé armády účastnil bojů občanské války, roku 1933 vstoupil do Komunistické strany Číny. Účastnil se Dlouhého pochodu i války s Japonskem, na konci válek byl politickým komisařem 1. armády, která kontrolovala provincii Čching-chaj. V Čínské lidové republice působil zpočátku v Čching-chaji, po roce 1954 pracoval centrálních vojenských úřadech v Pekingu, mimo jiné jako náměstek ministra obrany. Během kulturní revoluce byl vězněn, od poloviny 70. let se vrátil do funkcí politických komisařů vojenských okruhů. V letech 1983–1993 byl místopředsedou stálého výboru Všečínského shromáždění lidových zástupců (parlamentu).

## Život
Liao Chan-šeng se narodil 14. listopadu 1911 v okrese Sang-č’ na severozápadě provincie Chu-nan v rolnické rodině patřící k tchuťiaské národnostní menšině. Ve třinácti letech přešel z místní školy do základní školy při Druhé pedagogické škole v Čchang-te, což mu umožnila finanční podpora Che Lunga, generála kuomintangské armády, který roku 1926 přešel ke komunistům. Od roku 1926 se Liao Chan-šeng zapojil do rolnického hnutí a oženil se s neteří Che Lunga Siao Keng-keng. Roku 1929 se připojil ke sdružení zemědělců okresu Sang-č’ a účastnil se partyzánských bojů v Sang-č’, resp. v sovětské oblasti Siang-E na pomezí Chu-nanu a Chu-peje. Roku 1933 byl jmenován zástupcem velitele čtvrté partyzánské brigády v okrese Che-feng a s doporučením Che Lunga a Kuan Siang-jinga vstoupil do Komunistické strany Číny, načež přešel do politických funkcí tajemníka stranického výboru 7. divize a komisaře 9. divize. Roku 1934 se stal komisařem 6. divize v 2. sboru čínské Rudé armády, roku 1935 krátce zastával funkci vedoucího organizačního oddělení politického odboru 2. sboru,, vzápětí se vrátil na místo komisaře 6. a pak 4. divize, se kterými se účastnil Dlouhého pochodu. Během bojů ztratil kontakt s manželkou, kterou považoval za mrtvou; podruhé se oženil s Jang Paj-lin, sestrou Jang Šang-kchuna, komunistického aktivisty a nakonec prezidenta Čínské lidové republiky.
Po reorganizaci čínské Rudé armády v srpnu 1937 přešel do funkce zástupce velitele a komisaře pluku v 358. brigádě 120. divize 8. pochodové armády, účastnil se bojů s japonskými vojsky, včetně bitvy sta pluků. V letech 1941–1943 studoval v Jen-anu na Vojenské a politické akademii 8. pochodové armády a pak na ústřední stranické škole, během studia se účastnil nápravného hnutí. Poté působil na ústřední stranické škole, od roku 1944 se vrátil k vojskům na místo komisaře brigády v Chu-peji, později působil jako komisař v jednotkách 5. divize Nové 4. armády v Siang-nanu, poté působil jako komisař v severním Chu-peji a od roku 1946 byl přeložen na severozápad do oblasti Šen-si-Kan-su-Ning-sia jako zástupce komisaře Ťinpejské armády, komisař 1. kolony Severozápadní polní armády a vedl své jednotky při obraně Jen-anu a severního Šen-si. Po přechodu komunistických vojsk do útoku jeho armáda postoupila na severozápad do provincie Čching-chaj, to už byl komisařem 1. armády. Po vzniku Čínské lidové republiky zastával funkci politického komisaře vojenské oblasti Čching-chaj, tajemníka čchingchajského provinčního výboru KS Číny a místopředsedy čchingchajské provinční vlády, byl členem severozápadního vojensko-administrativního výboru. Roku 1952 se stal náčelníkem politického oddělení a zástupcem politického komisaře Severozápadního vojenského okruhu.
Roku 1954 byl přeložen do Pekingu na místo náměstka ministra obrany a zvolen poslancem Všečínského shromáždění lidových zástupců (parlamentu, po vynechání volen roku 1959 byl znovuzvolen poslancem v letech 1964, 1975, 1978, 1983 a 1988), byl zvolen i členem státního výboru obrany (znovuzvolen i roku 1959 a 1965), roku 1955 při zavedení vojenských hodností obdržel hodnost generálporučíka a roku 1956 byl na VIII. sjezdu KS Číny zvolen kandidátem ústředního výboru. Od roku 1957 velel Vojenské akademii. Roku 1960 převzal funkci politického komisaře Pekingského vojenského okruhu, současně byl od roku 1965 tajemníkem severočínského byra ÚV KS Číny.
Během kulturní revoluce byl obviněn z toho, že je blízkým spolupracovníkem Che Lunga a podporovatelem únorového protiproudu, a více než pět let strávil ve vězení. Od roku 1973 byl politickým komisařem Vojenské akademie, roku 1975 se stal politickým komisařem a po dvou letech prvním politickým komisařem Nankingského vojenského okruhu. Na XI. sjezdu KS Číny roku 1977 byl zvolen členem ústřední vojenské komise a ústředního výboru (znovuzvolen na XII. sjezdu KS Číny roku 1982, na členství v ústředním výboru rezignoval – v rámci širšího omlazení vedení strany – v září 1985); v roce 1980 přešel na místo prvního politického komisaře Šenjangského vojenského okruhu (do roku 1982).
V letech 1983 až 1993 zastával funkci místopředsedy stálého výboru Všečínského shromáždění lidových zástupců, od roku 1988 současně působil jako předseda zahraničního výboru shromáždění.
Zemřel v Pekingu 5. října 2006.